# Joanna Jędrzejczyk

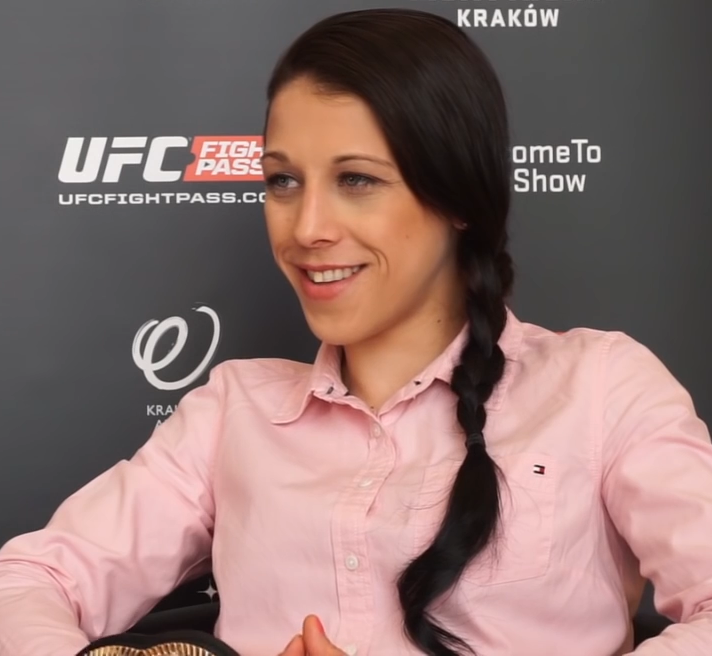
Jędrzejczyk w 2015

Joanna Jędrzejczyk (ur. 18 sierpnia 1987 w Olsztynie) – polska zawodniczka MMA, muay thai, kickboxingu i boksu. Pierwsza Polka w organizacji MMA – Ultimate Fighting Championship oraz mistrzyni tejże organizacji w wadze słomkowej (do 52 kg) w latach 2015–2017.
Po zdobyciu pasa UFC w 2015 roku, pięciokrotnie broniła tytułu mistrzowskiego, dwukrotna mistrzyni Europy oraz czterokrotna amatorska mistrzyni świata, trzykrotna mistrzyni Europy i pięciokrotna mistrzyni Polski w boksie tajskim, wicemistrzyni Polski w amatorskim boksie z 2011 roku.

## Początki i dokonania w boksie tajskim
Przed rozpoczęciem profesjonalnej kariery sportowej uprawiała koszykówkę, piłkę ręczną oraz taekwondo. Mając 16 lat, zapisała się na zajęcia z boksu tajskiego do klubu Camel Fight Club. Po pół roku treningów została mistrzynią Polski w boksie tajskim. W 2006 wyjechała do Bangkoku na swoje pierwsze Mistrzostwa Świata w muay thai; przegrała w pierwszej walce z zawodniczką z Kirgistanu Walentiną Szewczenko. Tam też poznała wielokrotnego mistrza świata Pawła Słowińskiego, u którego zaczęła trenować, a następnie Ernesto Hoosta, którego została podopieczną.
Jeszcze dwukrotnie w amatorskiej karierze mierzyła się z Szewczenko na Mistrzostwach Świata – w 2007 przegrała z nią w ćwierćfinale, a w 2008 uległa jej w finałowej walce. Przez następne pięć lat była niepokonana, zdobywając rok za rokiem złote medale mistrzostw świata oraz Europy.
W 2009 zdobyła pierwszy profesjonalny tytuł, pokonując Japonkę Satoko Sasaki i zostając mistrzynią świata federacji J-Girls w wadze piórkowej. W 2010 została dwukrotnie mistrzynią Europy organizacji WKF oraz WMC-EMF oraz mistrzynią świata WKN pokonując Białorusinkę Allę Iwaszkiewicz.
W 2011 straciła tytuł mistrzyni WKN na rzecz Białorusinki Jekatieriny Wandarjewy, przegrywając z nią na punkty. W 2013 po raz ostatni wystartowała w zawodach boksu tajskiego; zdobyła pas mistrzyni świata WBKF i wystartowała w turnieju Muay Thai Angels w Tajlandii, kończąc udział na ćwierćfinale. Po turnieju skupiła się na karierze zawodniczki MMA.

## Debiut w boksie
W 2011 zadebiutowała amatorsko w boksie na Mistrzostwach Polski w Grudziądzu, podczas których zdobyła srebrny medal w kat. lekkiej, w walce finałowej przegrywając z Sandrą Kruk.

## Kariera MMA

### Wczesna kariera
Od 2012 zawodowo startuje w MMA. Zadebiutowała 19 maja 2012 w walce z Sylwią Juśkiewicz, którą pokonała na punkty. W grudniu na gali Makowski Fighting Championship 5 poddała duszeniem Białorusinkę Liliję Kazak.
18 maja 2013 zwyciężyła przez TKO Brytyjkę Kate Jackson na gali PLMMA 17 Extra: Warmia Heroes.
20 czerwca 2013 na pierwszej walce MMA poza granicami Polski pokonała Juliję Bieriezikową przez jednogłośną decyzję sędziów. Starcie odbyło się na gali Fight Nights Global: Battle of Moscow 12.
Pod koniec czerwca została sklasyfikowana na 7. miejscu (kat.-55 kg) przez czołowy portal internetowy Fightmatrix.com, który zajmuje się układaniem światowych rankingów MMA. Również w 2013 poprowadziła drugą edycję programu TVN Turbo MMAster.
W maju 2014 pokonała Karlę Benitez jednogłośną decyzją, a w czerwcu wygrała przez KO z byłą mistrzynią Cage Warriors, Rosi Sexton.

### UFC
W lipcu jako pierwsza Polka zadebiutowała w największej amerykańskiej organizacji UFC. Na gali UFC on Fox: Lawler vs Brown pokonała jednogłośną decyzją Julianę Limę.
14 grudnia 2014 podczas UFC on Fox: Dos Santos vs Miocic zmierzyła się z Cláudią Gadelhą. Jędrzejczyk wywalczyła prawo do walki o pas, pokonując Brazylijkę po bardzo wyrównanym pojedynku przez niejednogłośną decyzję sędziów. Decyzja sędziów wywołała wiele kontrowersji wśród mediów sportowych.

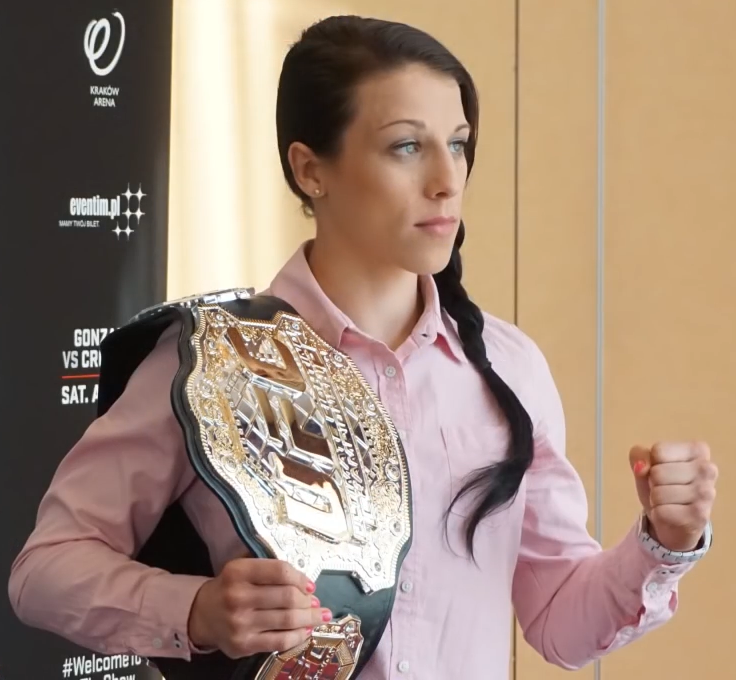
Joanna Jędrzejczyk z pasem mistrzowskim UFC (2015)

W nocy z 14 na 15 marca 2015 na gali UFC 185 w Dallas przystąpiła do walki o mistrzostwo UFC w wadze słomkowej, mierząc się z Carlą Esparzą. Jędrzejczyk znokautowała rywalkę w drugiej rundzie pojedynku, stając się pierwszą polską mistrzyni UFC. Po walce otrzymała też bonus finansowy w wysokości 50 tys. dolarów za „występ wieczoru”.
20 czerwca 2015 podczas UFC Fight Night: Jędrzejczyk vs. Penne w Berlinie przystąpiła do pierwszej obrony mistrzowskiego pasa. Wygrała przez TKO w trzeciej rundzie z Amerykanką, Jessicą Penne. Po walce otrzymała bonus finansowy w wysokości 50 tys. USD za „walkę wieczoru”. Pojedynek miał jednostronny przebieg, a Jędrzejczyk całkowicie zdominowała rywalkę w stójce, zadając w ciągu niespełna 15 minut 126 celnych znaczących ciosów (przy 25 ze strony Penne), a ta różnica stanowiła drugą w historii UFC pod względem celnych ciosów zadanych w walce o tytuł i ustępowała jedynie różnicy 106 ciosów w walce Richa Franklina z Davidem Loiseau z 2006. W efekcie zwycięstwa nad Penne branżowe portale Sherdog.com i Fightmatrix.com umieściły Jędrzejczyk na drugim miejscu w rankingu P4P (bez podziału na kategorie wagowe) kobiet na świecie oraz na pierwszym w kategorii słomkowej kobiet. Ponadto organizacja UFC sklasyfikowała ją na siódmym miejscu ogólnego rankingu P4P (bez podziału na kategorie wagowe i bez podziału na płeć). W ten sposób została pierwszą na świecie kobietą sklasyfikowaną w dziesiątce najlepszych zawodników tego zestawienia.
14 listopada 2015 obroniła tytuł mistrzowski w walce z Valerie Letournau w pięciorundowym pojedynku, przez jednogłośną decyzję sędziów. W czasie pojedynku złamała sobie kość śródręcza. W pojedynku z Kanadyjką ustanowiła dwa rekordy organizacji: w liczbie zadanych mocnych ciosów w walce o statusie mistrzowskiej (220) oraz w liczbie zadanych niskich kopnięć w walce mistrzowskiej (70). 15 listopada portal Sherdog.com sklasyfikował Jędrzejczyk na pierwszym miejscu w rankingu kobiecym P4P. W 2015 zajęła siódme miejsce w plebiscycie „Przeglądu Sportowego” do nagrody Sportowca roku.
Na początku 2016 organizacja UFC ogłosiła Jędrzejczyk główną trenerką 23. edycji programu The Ultimate Fighter. 8 lipca, na finałowej gali TUF’a, doszło do rewanżowej walki z Cláudią Gadelhą, której stawką było mistrzostwo UFC wagi słomkowej. Polka zwyciężyła jednogłośnie na punkty, broniąc tym samym trzeci raz mistrzowski pas. Pod koniec września 2016 odeszła po wielu latach współpracy z klubu Berkutem Arrachion Olsztyn do American Top Team.
12 listopada na UFC 205 w Madison Square Garden obroniła po raz czwarty tytuł mistrzowski, pokonując jednogłośnie na punkty Karolinę Kowalkiewicz. W 2016 zajęła 12. miejsce w plebiscycie „Przeglądu Sportowego” do nagrody Sportowca roku.
13 maja 2017 podczas gali UFC 211 w Dallas przystąpiła do piątej obrony tytułu, mierząc się z Brazylijką, Jessicę Andrade. Wygrała jednogłośną decyzją sędziów.
4 listopada podczas gali UFC 217 w Nowym Jorku przegrała przez techniczny nokaut w pierwszej rundzie z Rose Namajunas, tracąc tytuł mistrzyni wagi słomkowej UFC oraz notując pierwszą zawodową porażkę w karierze MMA. Po czasie przyznała, że przyczyną porażki było rozstanie z narzeczonym i zamieszanie finansowe spowodowane przez jej menadżera.
Podczas gali UFC 223 7 kwietnia 2018 doszło do rewanżu obu zawodniczek. Polka ponownie musiała uznać wyższość rywalki, przegrywając tym razem jednogłośnie na punkty.
28 lipca 2018 na UFC on Fox: Alvarez vs. Poirier 2 pokonała jednogłośnie na punkty Tecię Torres.
8 grudnia tego samego roku, podczas drugiej walki wieczoru UFC 231 w Toronto zmierzyła się o zwakowane mistrzostwo UFC wagi muszej z byłą rywalką z muay thai Walentiną Szewczenko. Przegrała z nią jednogłośnie na punkty (49-46, 49-46, 49-46).
Jędrzejczyk stoczyła walkę z Michelle Waterson 12 października 2019 roku na gali UFC Fight Night: Joanna vs. Waterson. Według doniesień prasowych, Polka poinformowała UFC, że może nie być w stanie zmieścić się w limicie wagi słomkowej, jednak mieściła się w wadze 115,5 funta. Walkę wygrała przez jednogłośną decyzję.
7 marca 2020 podczas UFC 248 zawalczyła o pas mistrzowski wagi słomkowej z Zhang Weili. Przegrała przez niejednogłośną decyzję sędziów po widowiskowej walce. Organizacja postanowiła nagrodzić walkę obu pań bonusem za walkę wieczoru. W grudniu pojedynek został nagrodzony przez magazyn „Fighters Only” w kategorii „walka roku” w plebiscycie World MMA Awards.
Ponad dwa lata później, w terminie 11 czerwca 2022 podczas UFC 275 w Singapurze odbyła się rewanżowa walka z Chinką, którą również przegrała, tym razem przez nokaut w drugiej rundzie. Po zakończeniu walki ogłosiła decyzję o zakończeniu kariery sportowej.
10 marca 2024 podczas gali UFC 299 w Miami ogłoszono, że Jędrzejczyk została dodana do Galerii Sław UFC.

## Osiągnięcia

### Mieszane sztuki walki
- 2012: ALMMA 18 –  w kat. 55 kg[74]
- 2015: Bloodyelbow.com – Zawodniczka Roku[75]
- 2015: Sherdog.com: 1. miejsce w rankingu kobiet P4P
- 2015–2017: mistrzyni UFC w wadze słomkowej
- 2024: UFC Hall of Fame[73]

### Boks tajski
Zawodowy rekord w muay thai: 27-2-1 (8 KO/TKO)
Amatorski rekord w muay thai: 37-3-0 (3 KO/TKO)
- World Muaythai Council
  - 2010: mistrzyni Europy WMC-EMF
- International Federation of Muaythai Amateur (IFMA)[12]
  - 2008: Mistrzostwa Europy IFMA –  w kat. -57 kg (Zgorzelec)
  - 2008: Mistrzostwa Świata IFMA –  w kat. -57 kg (Pusan)
  - 2009: Mistrzostwa Świata IFMA –  w kat. -54 kg (Bangkok)
  - 2011: Mistrzostwa Świata IFMA –  w kat. -57 kg (Taszkent)
  - 2012: Mistrzostwa Europy IFMA –  w kat. -57 kg (Antalya)
  - 2012: Mistrzostwa Świata IFMA –  w kat. -57 kg (Petersburg)
  - 2013: Mistrzostwa Świata IFMA –  w kat. -57 kg (Bangkok)
  - 2013: Mistrzostwa Europy IFMA –  w kat. -57 kg (Lizbona)

### Kick-boxing
- J-Girls Kickboxing Federation
  - 2009: mistrzyni świata J-Girls w kat. piórkowej (-53 kg)
- World Kickboxing Federation
  - 2010: mistrzyni Europy WKF w kat. 54,50 kg
- World Kickboxing Network
  - 2010–2011: mistrzyni świata WKN w kat. 56,5 kg
- World Budokai Federation

### Boks
- 2011: Mistrzostwa Polski w boksie –  w kat. lekkiej (57 kg)

## Lista zawodowych walk w MMA
| Wynik     | Bilans | Przeciwnik (bilans przed walką)         | Rozstrzygnięcie                        | Runda | Czas | Rozgrywki                                                 | Data       | Miejsce   | Uwagi                                                                                 |
| --------- | ------ | --------------------------------------- | -------------------------------------- | ----- | ---- | --------------------------------------------------------- | ---------- | --------- | ------------------------------------------------------------------------------------- |
| Przegrana | 16-5   | Zhang Weili (21-3)                      | KO (obrotowy backfist)                 | 2     | 2:28 | UFC 275                                                   | 11.06.2022 | Kallang   | Eliminator do walki o pas mistrzowski UFC w wadze słomkowej                           |
| Przegrana | 16-4   | Zhang Weili (20-1)                      | Decyzja (niejednogłośna)               | 5     | 5:00 | UFC 248                                                   | 07.03.2020 | Las Vegas | Walka o pas mistrzowski UFC w wadze słomkowej. Co-Main Event. Bonus za walkę wieczoru |
| Wygrana   | 16-3   | Michelle Waterson (17-6)                | Decyzja (jednogłośna)                  | 5     | 5:00 | UFC Fight Night: Joanna vs. Waterson                      | 12.10.2019 | Tampa     | Powrót do wagi słomkowej. Main Event                                                  |
| Przegrana | 15-3   | Walentina Szewczenko (15-3)             | Decyzja (jednogłośna)                  | 5     | 5:00 | UFC 231                                                   | 08.12.2018 | Toronto   | Walka o pas mistrzowski UFC w wadze muszej. Co-Main Event                             |
| Wygrana   | 15-2   | Tecia Torres (10-2)                     | Decyzja (jednogłośna)                  | 3     | 5:00 | UFC on Fox: Alvarez vs. Poirier 2                         | 28.07.2018 | Calgary   |                                                                                       |
| Przegrana | 14-2   | Rose Namajunas (7-3)                    | Decyzja (jednogłośna)                  | 5     | 5:00 | UFC 223                                                   | 07.04.2018 | Nowy Jork | Walka o mistrzostwo UFC w wadze słomkowej. Co-Main Event                              |
| Przegrana | 14-1   | Rose Namajunas (6-3)                    | TKO (lewy sierpowy i ciosy w parterze) | 1     | 3:03 | UFC 217                                                   | 04.11.2017 | Nowy Jork | Straciła mistrzostwo UFC w wadze słomkowej.                                           |
| Wygrana   | 14-0   | Jéssica Andrade (16-5)                  | Decyzja (jednogłośna)                  | 5     | 5:00 | UFC 211                                                   | 13.05.2017 | Dallas    | Obroniła mistrzostwo UFC w wadze słomkowej. Co-Main Event                             |
| Wygrana   | 13-0   | Karolina Kowalkiewicz-Zaborowska (10-0) | Decyzja (jednogłośna)                  | 5     | 5:00 | UFC 205                                                   | 12.11.2016 | Nowy Jork | Obroniła mistrzostwo UFC w wadze słomkowej.                                           |
| Wygrana   | 12-0   | Cláudia Gadelha (13-1)                  | Decyzja (jednogłośna)                  | 5     | 5:00 | The Ultimate Fighter: Team Joanna vs. Team Cláudia Finale | 08.07.2016 | Las Vegas | Obroniła mistrzostwo UFC w wadze słomkowej. Bonus za walkę wieczoru.                  |
| Wygrana   | 11-0   | Valérie Létourneau (8-3)                | Decyzja (jednogłośna)                  | 5     | 5:00 | UFC 193                                                   | 15.11.2015 | Melbourne | Obroniła mistrzostwo UFC w wadze słomkowej. Co-Main Event                             |
| Wygrana   | 10-0   | Jessica Penne (12-2)                    | TKO (ciosy pięścią i kolanem)          | 3     | 4:22 | UFC Fight Night: Jędrzejczyk vs. Penne                    | 20.06.2015 | Berlin    | Obroniła mistrzostwo UFC w wadze słomkowej. Main Event, Bonus za walkę wieczoru.      |
| Wygrana   | 9-0    | Carla Esparza (10-2)                    | KO (ciosy pięściami)                   | 2     | 4:17 | UFC 185                                                   | 14.03.2015 | Dallas    | Została mistrzynią UFC w wadze słomkowej. Co-Main Event, Bonus za występ wieczoru.    |
| Wygrana   | 8-0    | Cláudia Gadelha (12-0)                  | Decyzja (niejednogłośna)               | 3     | 5:00 | UFC on Fox: Dos Santos vs Miocic                          | 13.12.2014 | Phoenix   | Eliminator do walki o pas UFC w wadze słomkowej.                                      |
| Wygrana   | 7-0    | Juliana Lima (6-1)                      | Decyzja (jednogłośna)                  | 3     | 5:00 | UFC on Fox: Lawler vs Brown                               | 26.07.2014 | San Jose  | Debiut w UFC.                                                                         |
| Wygrana   | 6-0    | Rosi Sexton (13-4)                      | KO (cios pięścią)                      | 2     | 2:36 | Cage Warriors 69: Super Saturday                          | 07.06.2014 | Londyn    |                                                                                       |
| Wygrana   | 5-0    | Karla Benitez (11-6)                    | Decyzja (jednogłośna)                  | 3     | 5:00 | Arena MMA 1: Fabiński vs Herb                             | 09.05.2014 | Warszawa  |                                                                                       |
| Wygrana   | 4-0    | Julija Bieriezikowa (8-3)               | Decyzja (jednogłośna)                  | 2     | 5:00 | Fight Nights Global: Battle of Moscow 12                  | 20.06.2013 | Moskwa    |                                                                                       |
| Wygrana   | 3-0    | Kate Jackson (4-1)                      | TKO (niezdolność do walki)             | 2     | 5:00 | PLMMA 17 Extra: Warmia Heroes                             | 18.05.2013 | Olsztyn   |                                                                                       |
| Wygrana   | 2-0    | Lilija Kazak (0-1-1)                    | Poddanie (duszenie zza pleców)         | 1     | 3:22 | Makowski Fighting Championship 5                          | 08.12.2012 | Nowa Sól  | Debiut w wadze muszej.                                                                |
| Wygrana   | 1-0    | Sylwia Juśkiewicz (0-0)                 | Decyzja (jednogłośna)                  | 2     | 5:00 | Szczerek Fight Team – MMA Fight Night 1: Diva Spa         | 19.05.2012 | Kołobrzeg | Debiut w zawodowym MMA.                                                               |

## Inne przedsięwzięcia
W 2015 zagrała gościnnie w jednym z odcinków serialu Szpital. W 2017 ukazała się jej książka pt. „Wojowniczka. Jak stałam się niezwyciężona”, której współautorem jest Przemysław Osiak, dziennikarz „Przeglądu Sportowego”. Ponadto w 2017 uczestniczyła w drugiej edycji reality show Agent – Gwiazdy, zdubbingowała postać w grze komputerowej Need for Speed Payback i wystąpiła w kampanii reklamowej sieci telekomunikacyjnej Play.
W 2019 zagrała gościnnie w filmie Kobiety mafii 2 oraz wystąpiła w kampanii reklamowej marki obuwniczej Reebok. W 2020 reklamowała producenta dezodorantów Medispirant. W 2021 była jurorką trzeciej edycji programu rozrywkowego TVP2 Dance Dance Dance, została ambasadorką marki sportowej Puma, została wydana jej druga książka pt. „Czarno na białym” i miał premierę poświęcony jej film dokumentalny Niezwyciężona. W 2024 była jedną z ekspertek w programie reality show TVN Pokonaj mnie, jeśli potrafisz.

## Życie prywatne
Jest córką Anny i Jana Jędrzejczyków, którzy poznali się podczas pracy w olsztyńskiej fabryce opon Stomil. Ma starszą o sześć lat siostrę Ewę i siostrę-bliźniaczkę Katarzynę. Jest katoliczką.
Studiowała wychowanie fizyczne oraz gimnastykę korekcyjno-kompensacyjną w Olsztyńskiej Szkole Wyższej.
W 2015 zaręczyła się z byłym piłkarzem Huraganu Morąg, Przemysławem Butą. Rozstali się w 2017 tuż przed pierwszą walką Jędrzejczyk z Namajunas.